# El Greco (film 1966)
El Greco è un film del 1966 diretto da Luciano Salce.
Film biografico basato sulla figura del pittore El Greco.

## Distribuzione
Il film è stato proiettato per la prima volta in pubblico il 16 marzo 1966 (Visto Censura n. 45993 del 16 novembre 1965).
Il film è stato inoltre distribuito anche in Francia con il titolo Le Greco il 9 maggio 1967, Germania Occidentale con il titolo El Greco il 26 agosto 1966, nel Regno Unito come El Greco nel 1967 e negli Stati Uniti come El Greco nel 1966.